# Kalavun
Al-Mansur Sajf al-Din Kalavun (arabsko المنصور سيف الدين قلاوون) ali krajše al-Mansur Kalavun (arabsko المنصور قلاوون, Zmagoslavni Kalavun) je bil sedmi bahridski sultan Egipta, * okoli 1222, † 10. november 1290. 
Po poreklu je bil Kipčak. Potem ko se je povzpel na oblast, je na mameluškem dvoru in v elitnih krogih sčasoma dobil vzdevek 'Zmagoslavni kralj' in dejansko vladal v sultanatu. Bil je ustanovitelj dinastije Kalavunidov, ki je Egiptu vladala več kot stoletje. 
Sultan al-Said Baraka je bil izgnan in govorilo se je, da ga je Kalavun zastrupil. Kalavun se je vojskoval proti križarjem, zavzel ozemlja v posesti Grofije Tripoli in leta 1289 križarje popolnoma porazil. Oblegal je Akro, pomembno križarsko trdnjavo ob Sredozemskem morju, vendar jo je zavzel šele njegov sin al-Ašraf Halil, ker je sam med obleganjem umrl. Kot sultan ga je nasledil sin Halil. 

## Poreklo in vzpon na oblast
Kalavun je bil Kipčak iz turškega plemena Burdž Ogli (arabsko برج اغلي), ki je živelo med  Črnim in Kaspijskim jezerom. Iz istega plemena je bil tudi prejšnji mameluški sultan Bajbars. Oba sta bila verjetno prodana v suženjstvo med mongolskimi vdori na ozemlja Kipčakov v 1220. in 1230. letih. Ko je bil Kalavun star 14 let, so ga trgovci s sužnji pripeljali v Egipt, ki je bil takrat pod oblastjo Ajubidov. V Egiptu ga je kot mameluka - suženjskega vojaka – kupil mameluški emir, ki ga različni zgodovinski viri imenujejo bodisi Ala al-Din Aksunkur al-Kamili (Mameluk sultana al-Kamila), bodisi Ala al-Din Aksunkur al-Saki al-Adili (Mameluk sultana al-Adila).  Kupljen je bil za nenavadno visoko ceno tisoč dinarjev, zaradi česar si je prislužil vzdevek al-Alfi (dobesedno Tisočnjak).
Sprva je slabo govoril arabsko, a je kmalu pridobil moč in vpliv in pod sultanom Bajbarsom postal emir. Bajbarsov sin al-Said Baraka se je poročil s Kalavunovo hčerko. Bajbars je leta 1277 umrl in nasledil ga je Baraka. V začetku leta 1279 je med Barakovim in Kalavunovim napadom na Armensko Kilikijo v Egiptu izbruhnil upor, ki je Baraka prisilil, da se je vrnil v Egipt in zatem abdiciral. Nasledil ga je brat Solamiš, dejansko oblast v sultanatu pa je kot atabeg imel Kalavun. Ker je bil Solamiš star komaj sedem let, je Kalavun trdil, da Egipt potrebuje odraslega vladarja, zato je Solamiša konec leta 1279 poslan v izgnanstvo v Konstantinopel. Kalavun je po njegovem odhodu privzel naziv al-Malik al-Mansur - Zmagoslavni kralj. 
Guverner Damaska Sunkur al-Aškar je nasprotoval Kalavunovemu vzponu na oblast in se razglasil za sultana. Sunkurjeve zahteve po oblasti so po njegovem porazu v bitki s Kalavunom leta 1281 postale nične. Ko je vladar Ilkanata Abaka Kan leta 1281 napadel Sirijo, sta se Kalavun in Sunkur iz pragmatičnih razlogov pobotala in v drugi bitki pri Homsu skupaj uspešno odbila Abakov napad. 
Baraka, Solamiš in njun brat Hadir so bili izgnani v nekdanji križarski grad al-Karak. Baraka je tam leta 1280 umrl. Govorilo se je, da ga je dal zastrupiti Kalavun. Kadir je imel nadzor nad gradom vse do leta 1286, ko ga je prevzel Kalavun. 
Kalavun je leta 1282 poleg Haram aš-Šarifa v Jeruzalemu ustanovil hospic Ribat al-Mansuri. Bližnji hospic Ribat Kurt al-Mansuri je ustanovil Kalavunov mameluk Kurd al-Mansurī.

## Mameluška diplomacija
Tako kot pred njim Bajbars, je tudi Kalavun sklenil sporazume o mejah s preostalimi križarskimi državami, vojaškimi redovi in posameznimi gospodi, ki so želeli ostati neodvisni. Priznal je Tir in Bejrut s središčem v Akri kot ločena od Jeruzalemskega kraljestva. Sporazumi so bili vedno sklenjeni v Kalavunovo korist. Njegov sporazum s Tirom je določal, da mesto ne bo gradilo novih utrdb, da bo ostalo nevtralno v konfliktih med Mameluki in drugimi križarji, Kalavun pa bo smel pobrati polovico mestnih davkov. 
Leta 1281 se je Kalavun pogajal tudi o zavezništvu z Mihaelom VIII. Paleologom, cesarjem Bizantinskega cesarstva, da bi okrepil obrambo proti Karlu I. Neapeljskemu, ki je grozil tako Bizantinskemu cesarstvu kot Jeruzalemskemu kraljestvu. Leta 1290 je sklenil trgovinska zavezništva z Genovsko republiko in Kraljevino Sicilijo.

## Vojne proti križarskim državam
Kalavunu določila teh mirovnih sporazumov niso preprečila napadov na križarske domene. . Leta 1285 je osvojil "neosvojljivo" trdnjavo hospitalcev Margat in tam ustanovili mameluško garnizijo. Zavzel in uničil je tudi grad Marakleja, leta 1287 zavzel Latakijo in 27. aprila 1289 Tripoli, s čimer se je končala križarska Grofija Tripoli. Padec Tripolija leta 1289 so spodbudili Benečani in Pisani zaradi naraščajočega genovskega vplivu na tem območju. Leta 1290 so v Akon prispele okrepitve kralja Henrika in  pobile miroljubne trgovce in kmete, tako kristjane kot muslimane. 
Kalavun je preko odposlanca zahteval pojasnilo in predvsem izročitev morilcev. Frankovski odziv je bil razdeljen med tiste, ki so želeli Kalavuna pomiriti, in tiste, ki so si želeli nove vojne. Ker Kalavun ni prejel ne pojasnila ne morilcev samih, je razglasil, da so Franki prelomili desetletno premirje, ki ga je leta 1284 sklenil z Akonom, in še isto leto začel oblegati mesto. 10. novembra 1290 je v Kairu umrl, še preden je Akon padel. Mesto je naslednje leto zavzel njegov sin in naslednik al-Ašraf Halil. 
Kalavuna je nasledil sin Halil, do katerega je bil sicer nezaupljiv. Halil je nadaljeval očetovo politiko zamenjavanje turških mamelukov s Čerkezi, kar je sčasoma privedlo do konfliktov znotraj sultanata. Halila so Turki leta 1293 umorili. Vladavina Kalavunove hiše se s tem ni končala, saj je Halila nasledil Kalavunov mlajši sin an-Nasir Mohamed. 

## Družina
Kalavunova prva žena je bila Fatima Hatun, znana kot Um Salih.  Bila je hči Sajfa ad-Dina Karmuna, mongolskega poveljnika iz Zlate horde, ki se je pridružil mamelukom. Fatima je bila  mati njegovega najstarejšega sina as-Saliha Alija (umrl 2. septembra 1288 ) in hčerke Gazije Hatun. Umrla je leta 1283 ali 1284 in bila pokopana v svojem mavzoleju na južnem pokopališču v Kairu.
Po njeni smrti se je poročil z njeno sestro Kutikijo Hatun, vdovo po Sajf ad-Din Kunduku. Kutikija je bila mati njegovega drugega sina, sultana al-Ašrafa Halila.
Žena Sit Ašlun Hatun je bila hči mongolskega mogotca Šaktaja, ki se je prav tako pridružil mamelukom. Ona je bila mati Kalavunovega tretjega sina, sultana an-Nasirja Mohameda. An-Nasir Mohamed je imel mongolsko vzgojo in se je tako obnašal do 29. leta, ko je zaradi bolezni spremenil svoje obnašanje. On in njegovi privrženci so si "obrili glave [...] in se odpovedali svojim dolgim kodrom".
Kalavunova naslednja žena je bila hči emirja Šamsa ad-Dina Sunkurja al-Takritija al-Zahirija. Z njo se je poročil leta 1288 ali 1289 in se kmalu zatem ločil. Imela sta sina Amirja Ahmeda, ki je umrl med vladavino  svojega brata al-Ašrafa Halila.